# Phare de l'île Robben
Le Phare de l'île Robben et un phare situé sur l'île Robben dans la baie de la Table en Afrique du Sud.

## Histoire
Un premier phare est érigé sur l'île en 1657 mais il ne résiste pas aux intempéries.
Commencé en 1864 puis achevé en janvier 1865 par Joseph Flack, le phare est situé sur la partie la plus élevée de l'île, Mintoheuwel. Avant la construction du phare, des incendies étaient allumés sur la colline pour avertir les marins de l'emplacement de l'île et la colline était alors également connue sous le nom de Vuurberg.
Le phare mesure 18 mètres de haut et a été électrifié en 1938. La lumière est visible à 25 kilomètres.